# Lobivia einsteinii
Lobivia einsteinii là một loài thực vật có hoa trong họ Cactaceae. Loài này được (Frić) Rausch mô tả khoa học đầu tiên năm 1985.